# Yves Bitséki
Yves Stéphane Bitséki Moto (Bitam, 23 aprile 1983) è un calciatore gabonese, portiere dell'AS Pélican.

## Carriera

### Club
Ha sempre giocato in Gabon.

### Nazionale
Con la nazionale gabonese ha preso parte alle Coppe d'Africa 2010, 2012, 2015 e 2017.